# Sharleen Spiteri
Sharleen Eugene Spiteri (Glasgow, Escocia; 7 de noviembre de 1967) es una cantante escocesa de pop rock, vocalista de la banda Texas.

## Biografía
Spiteri nació en Glasgow, hija de Eddie, un marinero mercante amante de la guitarra y Wilma, cantante. Spiteri tiene ascendencia maltesa, italiana e irlandesa. En su juventud su familia se trasladó de los suburbios de Glasgow a Dumbartonshire. En el colegio la apodaban "Spit el perro". En su casa siempre se escuchó música, la cual le ha acompañado y ha sido inspiración para los temas de sus discos.
Sharleen trabajó como peluquera y fue la que se encargó del look de sus compañeros de banda.
Estuvo casada con un editor de una revista llamado Ashley Heath, del cual se separó en 2004 y de cuya relación nació en 2002 su hija Misty Kyd.
Colabora siempre que puede en una fundación de niños con cáncer.

## Carrera musical
Las influencias de Spiteri incluyen The Clash (el principal motivo por el que toca una Fender Telecaster Negra), Blondie, pasando por Marvin Gaye y Prince. También se reconoce como una fan declarada de Diana Ross.
Cofundó la banda Texas cuando aún era una peluquera en Glasgow en el Salón Irvine Rusk.
Numerosos actores han aparecido junto con ella en los videoclips de Texas: In Demand acompañada por Alan Rickman bailando el tango con Spiteri, I'll See It Through con el actor franco-español Jean Reno y Getaway junto a James Purefoy.
Spiteri colaboró con la banda alemana Rammstein en la balada Stirb Nicht Vor Mir (Don't Die Before I Do) en su álbum Rosenrot (2005). Otras colaboraciones incluyen a la banda Gun (de cuyo cantante, Mark Rankin es prima) en los discos Taking On The World y Gallus entre 1989 y 1992, también con Jayhawks en la canción Bad Time en el disco Tomorrow the Green Grass de 1995.

## Carrera en solitario
El 6 de julio de 2008 entró en el número 47 de las listas de Reino Unido con su primera grabación en solitario "All the Times I Cried". La semana siguiente a su lanzamiento el sencillo subió hasta el puesto número 26.
El álbum debut de Spiteri en solitario, Melody salió a la venta el 14 de julio de 2008. Inmediatamente alcanzó el puesto 3 en las listas de Reino Unido, por detrás de Viva la vida de Coldplay (número 2) y Basshunter (número 1).

## Filmografía
Spiteri consiguió un papel como detective junto con Edward Furlong en el thriller Three Blind Mice, pero abandonó el rodaje al quedarse embarazada. También tuvo la oportunidad de formar parte del reparto de Moulin Rouge! con Nicole Kidman y Ewan McGregor, pero según contó en el show de Jonathan Ross del 4 de noviembre de 2005 decidió no actuar porque no estaba dispuesta a trasladarse durante un año a Australia para el rodaje.

## Discografía
Como solista

### Álbumes
- 2008: Melody
- 2010: The Movie Songbook

### Sencillos
- 2008: "All the Times I Cried"
- 2008: "Don't Keep Me Waiting"
- 2008: "Stop, I Don't Love You Anymore"
- 2008: "It Was You"
- 2010: "Xanadu"

Con Texas

### Álbumes
- 1989 SouthsideSouthside
- 1991 Mothers Heaven
- 1993 Ricks Road
- 1997 White on Blonde
- 1999 The Hush
- 2003 Careful What You Wish For
- 2005 Red Book
- 2013 The Conversation
- 2015 Texas 25
- 2017 Jump on Board
- 2021 Hi
- 2023 The Very Best Of 1989 – 2023